# 柔尾絢鯰
柔尾絢鯰，為輻鰭魚綱鯰形目鯰科的其中一種，為熱帶淡水魚，分布於亞洲婆羅洲卡普阿斯河、蘇門答臘Batang Hari、Deli、Indragiri及Musi河、馬來亞霹靂河流域，體長可達21.4公分，棲息在底層水域，生活習性不明。

## 扩展阅读
維基物種上的相關：柔尾絢鯰